# Primera División de Bolivia 1980
La Primera División 1980 fue un campeonato de fútbol correspondiente a la 4.ª temporada de la Liga de Fútbol Profesional Boliviano. El Campeón Nacional fue Jorge Wilstermann.

## Formato
La Temporada 1980 se disputó entre el 11 de mayo y el 23 de noviembre.
Catorce clubes compitieron todos contra todos en dos rondas (local y visitante), jugando un total de 26 partidos cada uno. Cada club recibió 2 puntos por partido ganado, 1 punto por partido empatado y 0 puntos por partido perdido. Los clubes fueron clasificados por puntos y los criterios de desempate fueron en el siguiente orden: diferencia de goles, goles marcados y resultados directos entre equipos empatados.
El Campeón y subcampeón del torneo clasificaron a la Copa Libertadores 1981.
El último club en la tabla de posiciones fue reemplazado por el campeón de la Asociación de Fútbol de su misma ciudad.

## Equipos y Estadios
| Equipo                  | Fundación               | Ciudad     | Estadio                 |
| ----------------------- | ----------------------- | ---------- | ----------------------- |
| Always Ready            | 13 de abril de 1933     | La Paz     | Simón Bolívar           |
| Aurora                  | 27 de mayo de 1935      | Cochabamba | Félix Capriles          |
| Blooming                | 1 de mayo de 1946       | Santa Cruz | Ramón Tahuichi Aguilera |
| Bolívar                 | 12 de abril de 1925     | La Paz     | Simón Bolívar           |
| Deportivo Municipal     | 20 de octubre de 1944   | La Paz     | Luis Lastra             |
| Guabirá                 | 13 de abril de 1962     | Santa Cruz | Ramón Tahuichi Aguilera |
| Independiente Unificada | 1 de abril de 1926      | Potosí     | Potosí                  |
| Jorge Wilstermann       | 24 de noviembre de 1949 | Cochabamba | Félix Capriles          |
| Oriente Petrolero       | 5 de noviembre de 1955  | Santa Cruz | Ramón Tahuichi Aguilera |
| Petrolero               | 16 de abril de 1950     | Cochabamba | Félix Capriles          |
| Real Santa Cruz         | 2 de mayo de 1962       | Santa Cruz | Ramón Tahuichi Aguilera |
| San José                | 19 de marzo de 1942     | Oruro      | Jesús Bermúdez          |
| Stormers                | 25 de enero de 1914     | Sucre      | Morro de Surapata       |
| The Strongest           | 8 de abril de 1908      | La Paz     | Hernando Siles          |

## Tabla de posiciones
| Pos  | Equipo                  | Pts | PJ | PG | PE | PP | GF | GC  | Dif |
| ---- | ----------------------- | --- | -- | -- | -- | -- | -- | --- | --- |
| 1.º  | Wilstermann (C)         | 46  | 26 | 22 | 2  | 2  | 75 | 14  | 61  |
| 2.º  | The Strongest           | 41  | 26 | 17 | 5  | 4  | 64 | 25  | 39  |
| 3.º  | Petrolero               | 36  | 26 | 12 | 12 | 2  | 57 | 24  | 33  |
| 4.º  | Bolívar                 | 34  | 26 | 15 | 4  | 7  | 68 | 33  | 35  |
| 5.º  | Blooming                | 31  | 26 | 13 | 5  | 8  | 66 | 40  | 26  |
| 6.º  | Oriente Petrolero       | 30  | 26 | 12 | 6  | 8  | 45 | 42  | 3   |
| 7.º  | Deportivo Municipal     | 25  | 26 | 11 | 3  | 12 | 60 | 45  | 25  |
| 8.º  | Guabirá                 | 24  | 26 | 10 | 4  | 12 | 42 | 53  | –11 |
| 9.º  | San José                | 21  | 26 | 6  | 9  | 11 | 32 | 48  | –16 |
| 10.º | Real Santa Cruz         | 20  | 26 | 8  | 4  | 14 | 40 | 65  | –25 |
| 11.º | Aurora                  | 17  | 26 | 6  | 5  | 15 | 49 | 64  | –15 |
| 12.º | Always Ready            | 17  | 26 | 7  | 3  | 16 | 40 | 69  | –29 |
| 13.º | Independiente Unificada | 16  | 26 | 5  | 6  | 15 | 28 | 61  | –33 |
| 14.º | Stormers                | 6   | 26 | 2  | 2  | 22 | 20 | 103 | –83 |

Pts = Puntos; PJ = Partidos Jugados; G = Partidos Ganados; E = Partidos Empatados; P = Partidos Perdidos; GF = Goles Anotados; GC = Goles Recibidos; Dif = Diferencia de gol
|  | Campeón Nacional, clasificado a la Copa Libertadores 1981.                                                  |
|  | Subcampeón, clasificado a la Copa Libertadores 1981.                                                        |
|  | Descenso: Reemplazado por Independiente Petrolero (Campeón de la Asociación Chuquisaqueña de Fútbol – ACHF) |